# Tranegilde
Tranegilde er en bebyggelse eller et kvarter i Ishøj, der oprindeligt var en landsby og stadig har landsbypræg. Tranegilde er et ejerlav i Ishøj Sogn. Landsbyens navn blev første gang set på skrift i 1398 som Trangilde. Landsbyen ligger fortsat adskilt fra den øvrige del af Ishøj.
Tranegilde var en fortelandsby, der før udskiftningen havde 10 gårde (1787): Vildtbanegård, Vestergård, Toftegård ,Tjørnegård, Gamle Frydekær, Damgården, Enghavegård, Gamle Tranegildegård samt de to bevarede: Tranegildegård og Bredekærgård. Sidstnævnte er i dag et kommunalt kultursted, der er hjemsted for Ishøj Naturcenter og Ishøj Lokalhistoriske Arkiv. Visse områder i Ishøj er navngivet efter gårde og udstykninger fra Tranegildegårdenes marker, f.eks. Bredekærs Vænge og Vildtbaneparken.
Ishøj Teater ligger desuden i Tranegilde.